# Myripristis
Myripristis is een geslacht van straalvinnige vissen uit de familie van eekhoorn- en soldatenvissen (Holocentridae). Het geslacht werd voor het eerst wetenschappelijk beschreven in 1829 door Georges Cuvier.

## Soorten
- Myripristis adusta Bleeker, 1853
- Myripristis amaena (Castelnau, 1873)
- Myripristis astakhovi Cotlyar, 1997
- Myripristis aulacodes J. E. Randall & D. W. Greenfield, 1996
- Myripristis berndti D. S. Jordan & Evermann, 1903
- Myripristis botche Cuvier, 1829
- Myripristis chryseres D. S. Jordan & Evermann, 1903
- Myripristis clarionensis Gilbert, 1897
- Myripristis earlei J. E. Randall, Allen & Robertson, 2003
- Myripristis formosa J. E. Randall & D. W. Greenfield, 1996
- Myripristis gildi D. W. Greenfield, 1965
- Myripristis greenfieldi J. E. Randall & Yamakawa, 1996
- Myripristis hexagona (Lacépède, 1802)
- Myripristis jacobus Cuvier, 1829
- Myripristis kochiensis J. E. Randall & Yamakawa, 1996
- Myripristis kuntee Valenciennes, 1831
- Myripristis leiognathus Valenciennes, 1846
- Myripristis murdjan (Forsskål, 1775) – Rode soldatenvis
- Myripristis pralinia Cuvier, 1829
- Myripristis randalli D. W. Greenfield, 1974
- Myripristis robusta J. E. Randall & D. W. Greenfield, 1996
- Myripristis seychellensis Cuvier, 1829
- Myripristis tiki D. W. Greenfield, 1974
- Myripristis trachyacron Bleeker, 1863
- Myripristis violacea Bleeker, 1851
- Myripristis vittata Valenciennes, 1831 – Oranje soldatenvis
- Myripristis woodsi D. W. Greenfield, 1974
- Myripristis xanthacra J. E. Randall & Guézé, 1981